# Jyväskylä landskommun
Jyväskylä landskommun (finska: Jyväskylän maalaiskunta) var en kommun i landskapet Mellersta Finland i Västra Finlands län. Kommunen sammanslogs den 1 januari 2009 med staden Jyväskylä och Korpilax till den nya kommunen Jyväskylä. Jyväskylä landskommun hade vid upphörandet cirka 36 400 invånare och hade en yta på 534,37 km², varav landarealen var 450,76 km².
Jyväskylä landskommun är enspråkigt finskt.
Jyväskylä landskommun var Finlands sista kommun som hade ordet landskommun (finska maalaiskunta) i sitt namn.

## Politik

### Mandatfördelning i Jyväskylä landskommun, valen 1976–2004
| 12 | 15 |  | 6 |  | 2 | 6 |

| 10 | 15 | 7 |  | 2 | 8 |

| 8 | 16 |  |  | 7 | 3 | 7 |

| 8 | 16 | 2 | 8 |  | 8 |

| 6 | 16 | 5 | 8 | 3 | 5 |

| 7 | 16 | 4 |  | 11 | 3 | 9 |

| 6 | 16 | 4 | 13 | 3 | 9 |

| 5 | 16 | 3 | 14 | 3 | 10 |

| 28 | 23 |